# Alphonse Périn
Alphonse Henri Périn (født 12. maj 1798 i Reims, død 6. oktober 1874 i Paris) var en fransk maler
Périn, der var elev af Guérin, modtog i Rom stærke indtryk fra Nazarenerskolen. Dette præger også hans kunst. Hans hovedværk er vægmalerierne i Notre Dame de Lorette i Paris; andre arbejder findes i katedralen i Fréjus; endvidere portrætter, genrebilleder, landskaber, raderinger.